# Alphonse XI
 (avril 2023).
Si vous disposez d'ouvrages ou d'articles de référence ou si vous connaissez des sites web de qualité traitant du thème abordé ici, merci de compléter l'article en donnant les références utiles à sa vérifiabilité et en les liant à la section « Notes et références ».
Pour les articles homonymes, voir Alphonse.
Alphonse XI dit « Alphonse le Justicier » (Alfonso El Justiciero), né le 13 août 1311 à Salamanque et mort le 26 mars 1350 à Gibraltar, fils du roi Ferdinand IV, est roi de Castille et de León de 1312 à sa mort.
C'est un des monarques les plus remarquable de la péninsule Ibérique au Moyen Âge, en raison de la guerre menée contre les Maures dans la région du détroit de Gibraltar et de ses décisions sur l'organisation du royaume : la réforme des conseils municipaux (1345) et l'ordonnance d'Alcalá (1348).
Il meurt (de la peste) au cours d'un siège de Gibraltar. Sa succession est marquée par une longue guerre civile entre son fils légitime, Pierre Ier le Cruel, et un fils illégitime, Henri de Trastamare, qui l'emporte en 1369, devenant le roi Henri II.

## Biographie

### Origines familiales
Il est le fils de Ferdinand IV de Castille (1285-1311), fils du roi Sanche IV (1258-1295), lui-même fils cadet d'Alphonse X (1221-1284).
Sa mère est Constance de Portugal (1290-1313), fille du roi Denis Ier (1261-1325).
Alphonse XI appartient à la dynastie castillane dite « de Bourgogne », branche cadette de la maison d'Ivrée.

### Les problèmes de la succession d'Alphonse X
La mort prématurée du fils aîné d'Alphonse X, Ferdinand (1255-1275), provoque l'apparition de deux camps. Certains soutiennent qu'à la mort d'Alphonse X, le trône doit revenir au fils aîné de Ferdinand, Alphonse de la Cerda (1270-1333). Mais le fils cadet d'Alphonse X, Sanche, ainsi qu'une partie de la noblesse, estiment que c'est à lui de succéder à son père.
C'est finalement le clan de Sanche qui l'emporte, après de violentes luttes à la fin du règne d'Alphonse X, la famille de la Cerda se réfugiant en Aragon, puis en France.
À l'époque d'Alphonse XI encore, certains mettent encore en cause la légitimité de cette branche, notamment don Juan Manuel, neveu d'Alphonse X, le plus puissant des nobles castillans. Ces problèmes vont trouver leur solution en 1331 grâce à la renonciation définitive d'Alphonse de la Cerda à ses droits sur le trône de Castille et à la réconciliation de la famille de la Cerda avec la dynastie régnante.

### Période de la régence (1311-1325)
Son père tombé malade meurt le 7 septembre 1312 à l'issue d'un règne court et peu brillant ; sa mère meurt en novembre de la même année.
Alphonse est proclamé roi à Jaén à l'âge de trois mois. La régence est confiée à son grand-oncle Jean de Castille, fils d'Alphonse X, à son oncle Pierre de Castille et de Molina, fils de Sanche IV, et à sa grand-mère María de Molina, veuve de Sanche IV. Les deux premiers meurent en 1319 à Pinos Puente, près de Grenade, victimes d'une attaque musulmane. María de Molina assume seule la régence jusqu'à sa mort en 1321.
La régence passe alors à Jean de Haro, fils de Jean de Castille et petit-fils d'Alphonse X, et à don Juan Manuel, neveu d'Alphonse X. Jusqu'à la majorité d'Alphonse XI en 1325, les régents et la noblesse se livrent à des luttes pour le pouvoir continuelles et on frôle le démembrement du royaume[réf. nécessaire].
En 1325, Alphonse XI atteint sa majorité.

### Mariages (1325 et 1328)
En 1325, Alphonse XI épouse la très jeune Constance de Castille (1323-1345), fille de don Juan Manuel. Mais il la répudie en 1327.
En 1328, il épouse sa cousine Marie de Portugal, fille du roi Alphonse IV de Portugal.
Mais au bout de deux ans, il commence à délaisser son épouse et son fils Pierre pour vivre publiquement avec sa maîtresse Leonor de Guzmán, descendante d'Alphonse IX de León et héritière de la plus puissante famille noble d'Andalousie.
L'attitude d'Alphonse XI provoque la colère de son beau-père, qui lui déclare la guerre en 1336. Les hostilités prennent fin en 1340 grâce aux efforts diplomatiques déployés par le pape Benoît XII.
Il est intronisé[pas clair] au monastère royal de las Huelgas de Burgos en 1331.

### La guerre contre les Maures: Gibraltar et Algésiras

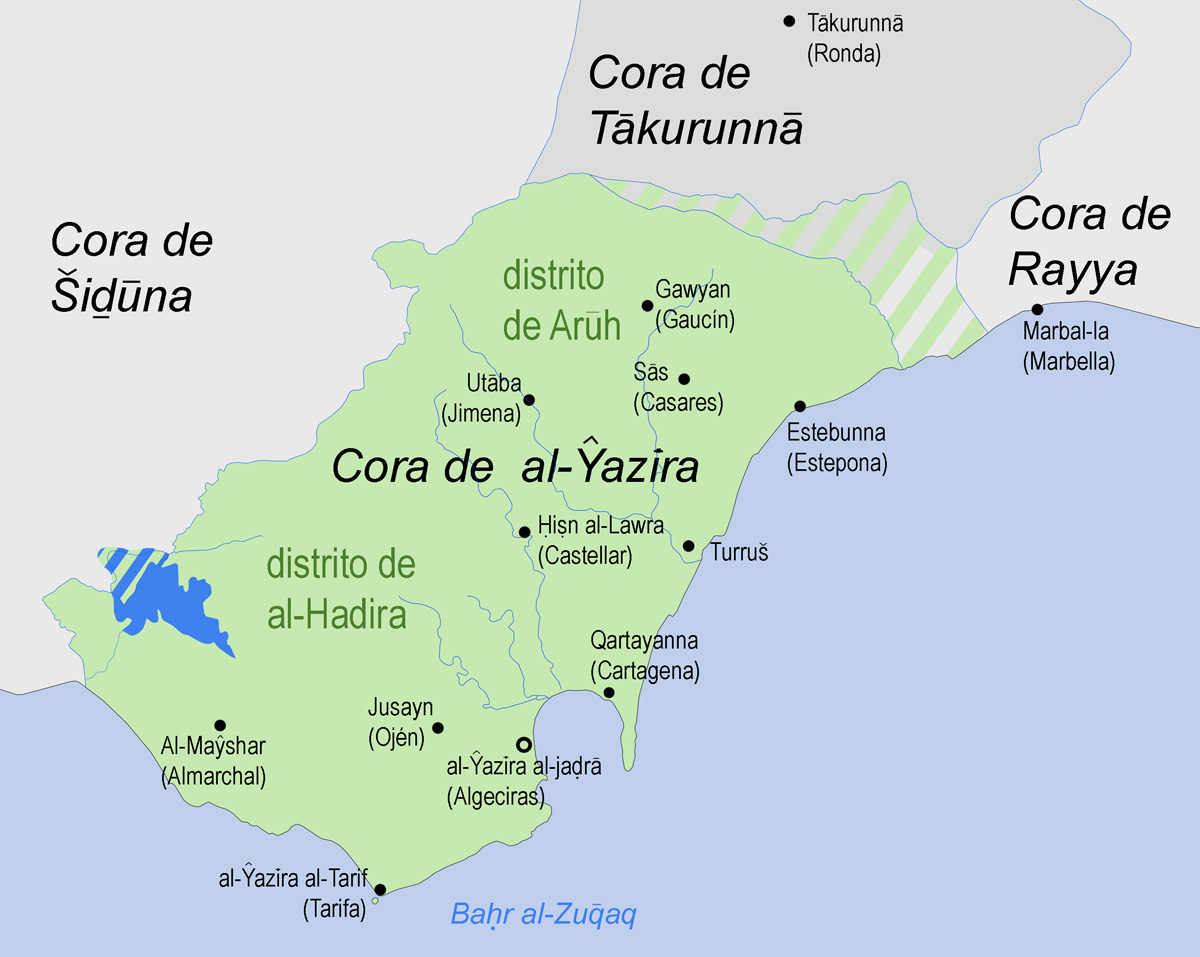
Taïfa d'Algésiras

L'objectif premier d'Alphonse XI est de contrôler le détroit de Gibraltar et d'éviter que des troupes musulmanes venant du Maroc, où règne la dynastie mérinide (précisément le sultan Abu al-Hasan ben Uthman), puissent facilement passer d'Afrique en Europe pour renforcer le sultanat de Grenade. En 1328, il s'allie avec le roi d'Aragon Alphonse IV afin de bénéficier de l'assistance de sa marine.
Les combats s'engagent en 1330. A ce moment, les Castillans tiennent Gibraltar, conquis en 1309. Le sort des armes est favorable aux Musulmans, qui reprennent Gibraltar en 1333.
La fin de la guerre luso-castillane permet aux deux royaumes de s'allier à partir de 1340 et la coalition chrétienne remporte la même année une victoire décisive à Tarifa, malgré une défaite navale au terme de laquelle la flotte aragonaise est dispersée et la flotte castillane réduite à cinq navires.
En 1343, Alphonse XI remporte une nouvelle victoire sur les rives du fleuve Palmones, ce qui lui ouvre la route  d'Algésiras, qu tombe en 1344 après un siège de vingt-et-un mois. Gibraltar reste aux mains des Maures mais l'essentiel est acquis : le détroit est sous contrôle castillan, Algésiras étant une place stratégiquement plus importante.

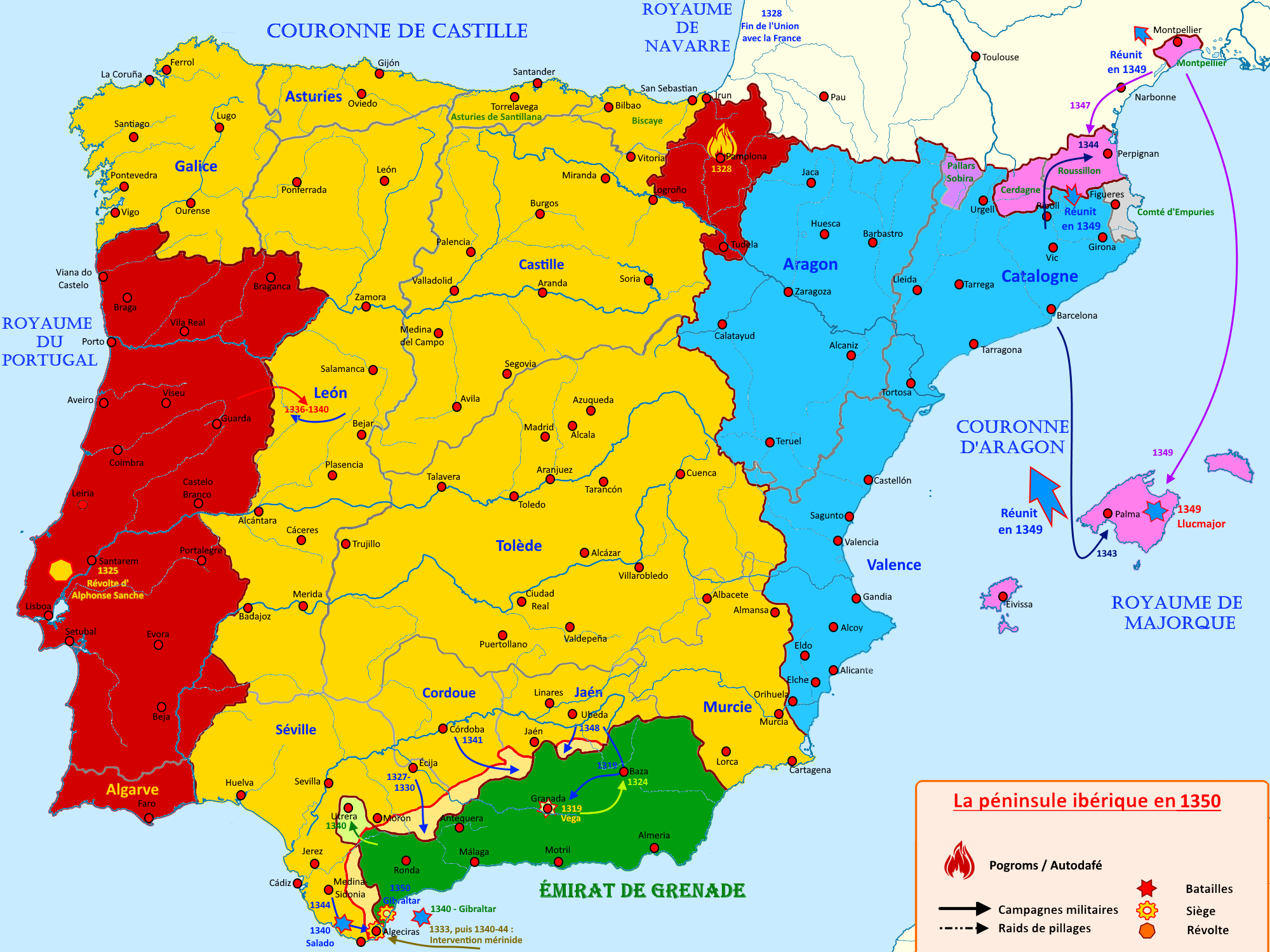
La couronne de Castille de 1314 à 1350

### Problèmes intérieurs du royaume de Castille
La période 1275-1350 est particulièrement troublée dans le royaume de Castille.
De l'avènement de Sanche IV de Castille (1284) à la majorité d'Alphonse XI (1325), le royaume connaît une série de conflits domestiques, dus, après la crise de la succession d'Alphonse X, aux morts  prématurées de Sanche IV puis de Ferdinand IV, tous deux laissant des héritiers trop jeunes. Ces successions difficiles laissent le champ libre à la noblesse qui manœuvre pour confisquer le pouvoir. Les protagonistes de ces conflits font appel aux rois d'Aragon, de Portugal (bataille de Villanueva de Barcarrota en 1336) ou de France, qui espèrent en tirer des avantages territoriaux, comme le royaume de Murcie pour l'Aragon ou une extension du royaume de Navarre pour Philippe le Bel.
La situation économique du royaume est difficile. Plusieurs mauvaises années de récolte appauvrissent considérablement le peuple, provoquant famine et augmentation de la mortalité.[Quand ?] Non contents de comploter contre la royauté, nombre de seigneurs se livrent au brigandage dans les campagnes, accroissant encore les difficultés du peuple.

### Politique intérieure d'Alphonse XI
En 1332, soucieux de gagner une fidélité sans faille parmi les membres de sa cour, Alphonse XI fonde l'ordre de la Bande, ordre militaire laïque, destiné à accueillir les chevaliers pauvres de sa suite.
Alphonse XI s'attache à réformer l'organisation administrative et juridique du royaume, avec deux mesures-phares qui marquent son règne.
En 1345, il instaure un nouveau modèle de conseil municipal, composé d'hommes du tiers état choisis par le roi sur proposition des villes (regidores). Ces conseillers, nommés à vie, doivent siéger deux jours par semaine pour gouverner la ville, à la fois au service du roi et de la population. Le premier conseil de ce type est créé à Burgos, puis en sont dotées les villes de León, Ségovie et Madrid. Le système est ensuite implanté dans l'ensemble du royaume. Le but d'Alphonse XI est de créer un réseau de conseils urbains couvrant l'ensemble du territoire, contrebalançant le pouvoir de la noblesse locale.
Sa deuxième mesure importante est la publication le 28 février 1348 de l'ordonnance d'Alcala, somme juridique de 58 lois, promulguée dans la ville d'Alcala de Henares. Ce nouveau corpus législatif est le fruit d'une tentative d'unification et de clarification des lois locales préexistantes. Il détermine notamment l'ordre de prééminence des différents codes du royaume de Castille : en premier lieu vient l'ordonnance d'Alcala, puis éventuellement[pas clair] le Fuero Juzgo, enfin les Siete Partidas d'Alphonse X. En cas de doute sur l'interprétation d'une loi ou d'absence de disposition concernant un sujet donné, le roi a la faculté de trancher en dernier ressort.
Devant la levée de boucliers de la noblesse qui entend préserver ses privilèges et les spécificités locales hérités de la tradition et des nombreuses négociations menées lors des régences de Maria de Molina[pas clair], Alphonse XI est contraint de prévoir une application différente selon qu'on se trouve sous juridiction royale directe ou sous juridiction seigneuriale.

### Mort et funérailles
Très impliqué dans les opérations de Reconquista, Alphonse XI meurt de la peste le 26 mars 1350, au cours du siège de Gibraltar.
Il est d'abord inhumé dans la chapelle royale de la cathédrale de Cordoue (ex-mosquée de Cordoue), puis transféré dans l'église collégiale Saint-Hippolyte à Cordoue, fondée par lui en 1340 après la bataille du Salado.

## Descendance
De son mariage avec Marie de Portugal naît le futur Pierre Ier, dit « Pierre le Cruel ».
Sa favorite Leonor de Guzmán lui donne de nombreux enfants illégitimes :
- Pierre Alphonse de Castille, seigneur d'Aguilar de Campoo
- Jeanne de Castille, dame de Trastamare
- Sanche Alphonse de Castille, seigneur de Ledesma.
- Henri de Trastamare, futur roi Henri II
- Fadrique de Castille, frère jumeau d'Henri, maître de l'Ordre de Santiago et seigneur de Haro (père, entre autres, d'Alphonse Enríquez, lui-même père de Fadrique Enríquez et grand-père de la reine Jeanne Enríquez)
- Ferdinand Alphonse de Castille, seigneur de Ledesma
- Tello de Castille, seigneur d'Aguilar de Campoo et de Biscaye.
- Jean Alphonse de Castille, seigneur de Badajoz et de Jerez de la Frontera
- Sanche de Castille, comte d'Alburquerque
- Pierre de Castille

Alphonse XI délaisse son épouse et son fils légitime pour se consacrer entièrement à sa famille illégitime, qu'il dote richement en terres, et qui est élevée à un statut proche de celui de la reine et de l'infant. Cette situation suscite la rancœur de Pierre Ier et de sa mère, qui, après la mort du roi, vont faire preuve d'un esprit de vengeance envers les autres enfants du roi défunt.

## La guerre civile entre les héritiers d'Alphonse XI (1351-1369)
Cette rivalité aboutit à une guerre civile entre Pierre le Cruel et Henri de Trastamare, chacun à la tête d'un camp composé de nobles, de membres du clergé et de bourgeois, avec le soutien d'armées étrangères, notamment française et anglaise, le conflit de la Guerre de Cent Ans débordant à cette occasion dans la péninsule).
Henri l'emporte après l'assassinat de Pierre, consacrant une nouvelle dynastie, celle de Trastamare.

### Source partielle
- Divers articles de Julio Valdeón Baruque sur arteHistoria